# Trojanski konj
Trojanski konj je bila "naprava", ki so jo zgradili Grki v desetem letu trojanske vojne in jim je omogočila zavzetje mestne trdnjave.
Zaradi velikih izgub so se Grki odločili, da se bodo poslužili prevare. Zgradili so veliko, leseno skulpturo konja, ki je bila znotraj votla; tja so se skrili Grki. Potem so zapustili taborišče ob obali, se vkrcali na ladje in odpluli iz vidnega obzorja. Ko so Trojanci prodrli na obalo, so jo našli zapuščeno, le konj je stal tam, kot daritev bogovom.
Konja so spravili v mesto, nakar so priredili veliko slavje ob koncu vojne. Ko so prebivalci mesta zaspali, so se Grki splazili iz konja, premagali maloštevilne straže, odprli mestna vrata ter signalizirali grški vojski, ki je tako vdrla v nebranjeno mesto. Sledil je pokol meščanov in požig.
Na strani Trojancev je bil svečenik Laokoon, ki je svoje rojake skušal prepričati, da je trojanski konj prevara. Zato je Atena nad Laokoonta in njegova sinova poslala kači. O tem dogodku pripoveduje tudi Eneida. V Rimu je ohranjen kip Laokoontova sinova.